# Constable Burton Hall
Constable Burton Hall é uma mansão de campo inglesa, de estilo georgiano, construída em pedra aparelhada e classificada com o grau I. Situa-se numa vasta e arborizada propriedade na aldeia de Constable Burton, em North Yorkshire, e foi desenhada por John Carr de York, em 1768.
Pertence, em regime de propriedade privada, à família Wyvill. A casa é um edifício de dois andares com fachada revestida em pedra aparelhada, apresentando uma frontaria de cinco vãos com um elegante pórtico reentrante de estilo jónico. A entrada principal é acessível por uma escadaria dupla. A elevação lateral apresenta um frontão e existe uma grande saliência na parte posterior do edifício.
O edifício foi classificado com o grau I em 1967, tendo o pavilhão das carruagens e as cavalariças, bem como a lavandaria, sido igualmente classificados, respetivamente, com os graus II* e II na mesma ocasião. Em 1984, o parque foi incluído com a classificação de grau II no Registo Nacional de Parques e Jardins Históricos de Inglaterra. O pub da aldeia denomina-se The Wyvill Arms.  A casa e os jardins são propriedade privada.

## História

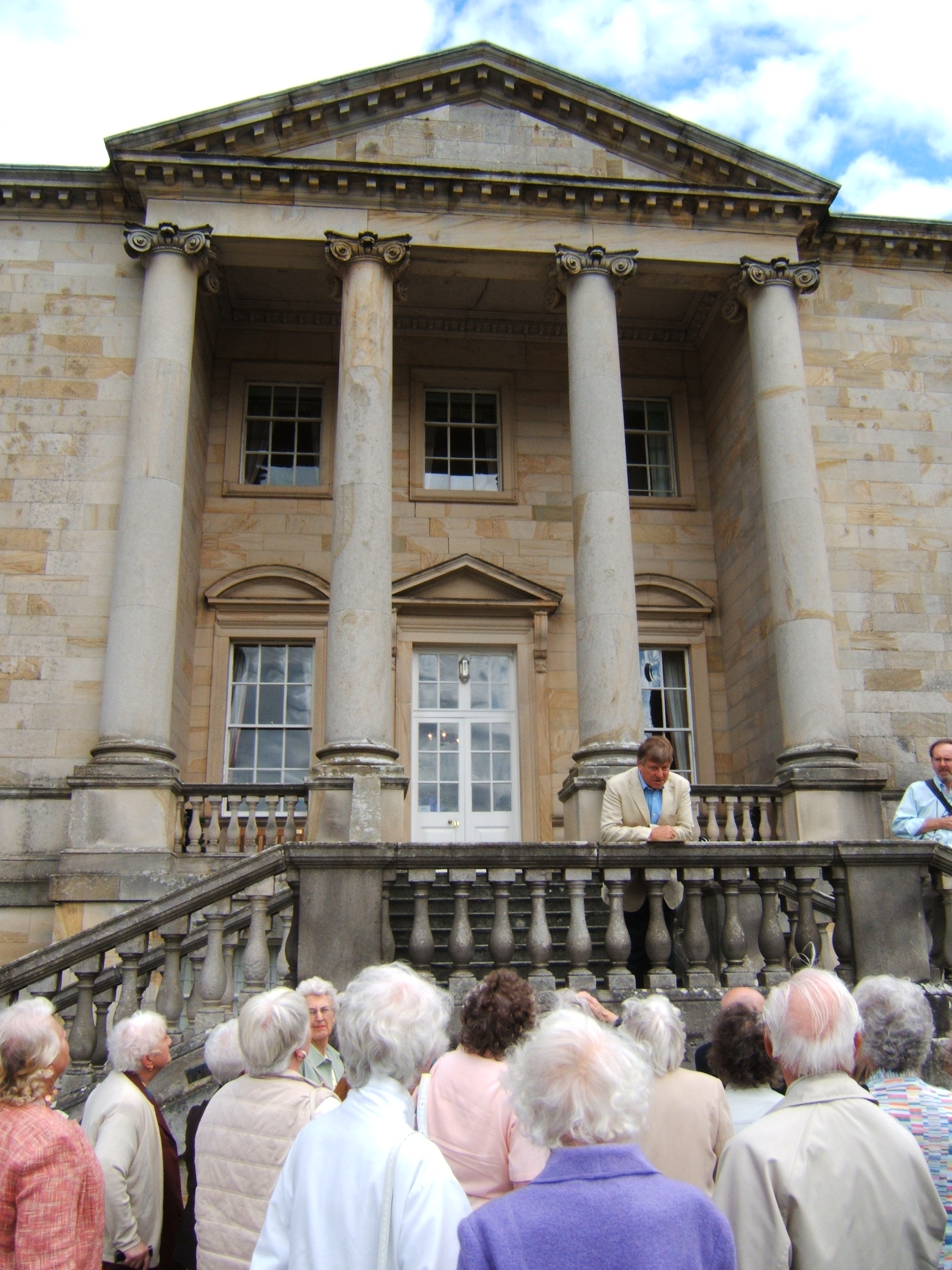
Marmaduke D'Arcy Wyvill nos degraus de Constable Burton Hall

A propriedade passou para a posse da família Wyvill por via matrimonial durante o reinado de Eduardo VI. Em 1611, Marmaduke Wyvill foi elevado à dignidade de baronete. A casa foi então herdada pelo sétimo baronete, igualmente Sir Marmaduke Wyvill, que em 1768 contratou John Carr, de Iorque, para remodelar a antiga casa em forma de H, de estilo elisabetano, segundo os cânones do estilo palladiano.  
O sétimo baronete exerceu funções como Alto Xerife de Yorkshire em 1773 e faleceu solteiro em 1774, o que levou à suspensão do título de baronete, uma vez que os herdeiros americanos não reclamaram a sucessão. Legou a propriedade ao seu primo e cunhado, o Reverendo Christopher Wyvill, de quem passou, por sucessão direta, ao filho deste, Marmaduke, deputado por Iorque, e posteriormente ao filho deste, também denominado Marmaduke (1815–1896). Este último representou Richmond no Parlamento durante muitos anos e foi igualmente um enxadrista de classe mundial. O atual proprietário é o seu neto, Charles Wyvill.

## Na cultura popular
Na longa-metragem de 1945 The Way to the Stars, o edifício serviu como sede das Forças Aéreas do Exército dos Estados Unidos. A fachada mantém-se praticamente inalterada até aos dias de hoje.
O edifício foi igualmente apresentado na série televisiva britânica All Creatures Great and Small, no episódio "Be Prepared", como residência do Major Headingley.